# Achaearanea palgongensis
Achaearanea palgongensis là một loài nhện trong họ Theridiidae.
Loài này thuộc chi Achaearanea. Achaearanea palgongensis được miêu tả năm 1993 bởi Seo.